# Фрегета
Фрегета (Fregetta) — рід морських птахів родини качуркових (Hydrobatidae).

## Поширення
Представники роду трапляються в Тихому та Південному океанах.

## Опис
Дрібніптахи завдовжки 17-22 см; розмах крил 43–48 см; вага тіла 35-65 г.

## Види
Рід містить три види:
- Фрегета білочерева (Fregetta grallaria)
- Фрегета чорночерева (Fregetta tropica)[1]
- Фрегета новозеландська (Fregetta maoriana)[2]